# 月眉 (雲林縣)
月眉，是臺灣雲林縣東勢鄉的一個傳統地域名稱，位於該鄉東南部。相較於今日行政區，其範圍大致包括月眉村、復興村不含最北端、昌南村東南部、東北村東部邊界地帶、嘉隆村東端。

## 歷史
台灣清治末期，月眉地區為一街庄，稱為「月眉庄」，隸屬於布嶼堡。該庄西北與同安厝庄為鄰，北與馬鳴山庄為鄰，東北與埔姜崙庄為鄰，東南邊及南邊隔舊虎尾溪與山仔內庄、合和庄、五塊藔庄、溪底庄為界，西南邊為牛埔頭庄，西邊為東勢厝庄。
1901年（日治明治三十四年）11月，全台廢縣廳改設二十廳，該庄隸屬於斗六廳。1903年（明治三十六年）6月，該庄編入「埔姜崙區」，仍隸屬於斗六廳。1909年（明治四十二年）10月，合併二十廳為十二廳，埔姜崙區改隸屬於嘉義廳。1920年（大正九年），全台地方制度大改正，廢十二廳改設五州二廳，該庄改制為「月眉」大字，隸屬於臺南州虎尾郡海口庄。
戰後海口庄改制為海口鄉，隸屬於臺南縣，大字亦改制為村。1946年9月，海口鄉拆分為臺西、東勢兩鄉，本地區隸屬於東勢鄉。1950年9月，雲、嘉、南分治，東勢鄉改隸屬於雲林縣。

## 聚落
本地區發展較早的聚落有呂厝（復興）、月眉、媽祖埔等，在日治期初期的官方地圖上已有記載。

## 交通
省道台78線即「東西向快速公路－台西古坑線」，是雲林縣境內的東西向快速公路，大致先以西南西—東北東走向轉西向東經過本地區西半葉的北部，再以西北微西—東南微東走向繞大彎轉西南西—東北東走向經過本地區東半葉的北部。境內未設交流道，西側最近的是位於西鄰東勢厝境內縣道153號交會處的東勢交流道；東側最近的是位於後湖境內省道台19線交會處的元長交流道。由此等向西可前往台西鄉並止於省道台61線（西部濱海快速公路）交會處的台西交流道；向東可前往元長鄉北部、土庫鎮、虎尾鎮南部、大埤鄉東北部、斗南鎮、斗六市南部、古坑鄉西北部、高厝林子頭的東側端點（古坑端）並止於國道3號古坑系統交流道；亦可於雲林系統交流道轉接國道1號前往台灣西部南北各地。
縣道158號（文化路、中山路）是台西鄉海口至斗南鎮北勢仔的道路，大致以西微南—東微北走向轉西南微西—東北微東走向經過本地區，並經過省道台78線（東西向快速公路－台西古坑線）高架橋下。由該道路向西微南轉西北西可繞過東勢市區北側前往台西鄉並止於省道台17線路口；向東北微東可前往土庫鎮、虎尾鎮、斗南鎮並止於省道台1線路口。
縣道153號（光復南路、北美路、無名道路、安南路）是麥寮鄉至北港鎮好收的道路，大致以北北東—南南西走向轉北向南再轉西北微北—東南微南走向再轉北北東—南南西走向再轉西北微北—東南微南走向經過本地區西部邊界外不遠處的同安厝、下許厝寮交界地帶及東勢厝（東勢市區）境內，並經過省道台78線（東西向快速公路－台西古坑線）東勢交流道、縣道158號路口。由該道路向北北東轉北可前往麥寮市區南側並止於省道台17線路口；向東南微南可前往四湖鄉東部、北港鎮西部略偏北的好收並止於縣道155號路口。
鄉道雲7線是霄仁厝至東勢的道路，目前未全線通車，其南段路線大致以北微西—南微東走向與鄉道雲106線共線到達本地區西北角（同安厝地區昌南聚落南側），行一小段路經鄉道雲106線東側路口後獨行，其後轉南沿本地區西北部凸出部分的西側邊界而行，過馬公厝大排水溝後轉南南西以至出境。由該道路向北經鄉道雲106線西側路口獨行後轉東北微東再轉東北微北可前往同安厝，過新虎尾溪興同橋後道路因高低落差而中斷，繞路後續行可前往麥寮市區東北側的霄仁厝聚落並止於鄉道雲6線路口；向南南西經省道台78線（東西向快速公路－台西古坑線）高架橋下、縣道158號路口後可前往東勢厝（東勢市區）並止於縣道153號路口。
鄉道雲106線是安南（舊許厝寮）至馬鳴山的道路，其東側端點（終點）位於本地區北部凸出部分西北角的鄉道雲111-1線路口。由此向西北西出境後於馬鳴山西南部轉西南西經同安厝東南端到達本地區西北部凸出部分的北側邊界，轉西北西沿邊界而行，至本地區西北角附近轉西南西，至鄉道雲7線南側路口轉北微西與其共線約50公尺，至鄉道雲7線北側路口轉西北西獨行出境，可前往同安厝西南部、同安厝與下許厝寮交界地帶、下許厝寮東部邊界地帶略偏南並止於縣道153號路口（下許厝寮聚落東南側）。

鄉道雲110線是復興至媽祖埔的道路，全線位於本地區境內，其西側端點（起點）位於本地區中西部復興聚落北側的鄉道雲111-1線轉角路口。由此向東北東轉東北微東，進入月眉聚落後於鄉道雲110-1線起點路口轉東南微南，出聚落經縣道158號路口轉東南東，經鄉道雲110-1線終點路口進入媽祖埔聚落，於聚落內蜿蜒而行後順路轉北再轉東而止於聚落東北側。
鄉道雲110-1線是月眉至媽祖埔的道路，其西側端點（起點）位於月眉聚落中央偏南的鄉道110線轉角路口。由此向北蜿蜒而行，出聚落後至右側路口轉東，順路經四次轉角後續向東行，出境後經馬鳴山地區一小段路後再入境，至省道台78線（東西向快速公路－台西古坑線）前順路轉東北，經涵洞後順路轉東南東再轉東，至路底轉南再順路轉東南，至縣道158號路口轉西南微西與其共線約120公尺（經省道台78線高架橋下），至路口轉南微東獨行，至媽祖埔聚落西側止於鄉道雲110線另一路口。
鄉道雲111-1線是新湖（新湖村湖頭聚落）至復興（呂厝）的道路，其南側端點（終點）位於本地區中部偏西南復興（呂厝）聚落南側的縣道158號路口。由此向北北西順路轉東再轉北北西再轉東北東，至鄉道雲110線起點路口轉北出聚落後直行，經省道台78線（東西向快速公路－台西古坑線）高架橋下轉北北東，至本地區北部凸出部分西側邊界後沿邊界而行，出境後經鄉道106線終點路口可前往馬鳴山並止於該地區中部略偏北湖頭聚落南側的鄉道雲111線轉角路口。
鄉道雲112線是圳頭厝至頂寮的道路，其東側端點（終點）位於本地區西南部縣道158號路口。由此向南南東轉西南西，出境後可前往東勢厝與牛埔頭交界地帶、牛埔頭並止於圳頭厝聚落西北側的鄉道雲113線路口。

## 學校
- 明倫國小